# Macropharyngodon meleagris
Macropharyngodon meleagris es una especie de peces de la familia Labridae en el orden de los Perciformes.

## Morfología
Los machos pueden llegar alcanzar los 15 cm de longitud total.

## Distribución geográfica
Se encuentra desde el este de la Océano Índico hasta el oeste del Pacífico y Oceanía.